# Divize B 1989/1990
V soubojích 25. ročníku fotbalové České divize B 1989/90 se utkalo 16 týmů dvoukolovým systémem podzim - jaro. Tento ročník fotbalové soutěže začal v srpnu 1989 a skončil v červnu 1990.

## Nové týmy v sezoně 1989/90
Z 3. ligy – sk. A 1988/89 sestoupila do Divize B mužstva TJ Sepap Štětí a VTJ Žatec. Z krajských přeborů ročníku 1988/89 postoupila mužstva TJ Brňany a TJ Rudná.

## Výsledná tabulka
| Poř. | Tým                           | Z  | V  | R  | P  | VG | OG | B  |
| ---- | ----------------------------- | -- | -- | -- | -- | -- | -- | -- |
| 1.   | TJ JZD Blšany                 | 30 | 20 | 3  | 7  | 75 | 36 | 43 |
| 2.   | VTJ Slaný                     | 30 | 17 | 4  | 9  | 44 | 29 | 38 |
| 3.   | TJ Motorlet Praha             | 30 | 16 | 4  | 10 | 56 | 34 | 36 |
| 4.   | VTJ Žatec                     | 30 | 14 | 7  | 9  | 52 | 29 | 35 |
| 5.   | TJ Kablo Kročehlavy           | 30 | 11 | 12 | 7  | 35 | 34 | 34 |
| 6.   | TJ Sepap Štětí                | 30 | 13 | 7  | 10 | 53 | 41 | 33 |
| 7.   | TJ Slavoj Litoměřice          | 30 | 13 | 7  | 10 | 55 | 47 | 33 |
| 8.   | TJ Lokomotiva Kladno          | 30 | 13 | 7  | 10 | 42 | 40 | 33 |
| 9.   | TJ Spartak Roudnice nad Labem | 30 | 11 | 9  | 10 | 45 | 35 | 31 |
| 10.  | TJ KŽ Králův Dvůr             | 30 | 13 | 3  | 14 | 47 | 47 | 29 |
| 11.  | TJ Baník Sokolov              | 30 | 12 | 3  | 15 | 50 | 44 | 27 |
| 12.  | TJ Spartak Radotín            | 30 | 7  | 11 | 12 | 33 | 45 | 25 |
| 13.  | TJ Rudná                      | 30 | 9  | 7  | 14 | 38 | 51 | 25 |
| 14.  | TJ VTŽ Chomutov B             | 30 | 7  | 7  | 16 | 25 | 48 | 21 |
| 15.  | TJ CHZ Litvínov               | 30 | 9  | 3  | 18 | 31 | 63 | 21 |
| 16.  | TJ Brňany                     | 30 | 4  | 6  | 20 | 21 | 81 | 14 |

Poznámky:
- Z = Odehrané zápasy; V = Vítězství; R = Remízy; P = Prohry; VG = Vstřelené góly; OG = Obdržené góly; B = Body

|  | Postup do 3. ligy – sk. A 1990/91                |
|  | Sestup do příslušného oblastního přeboru 1990/91 |